# Université Laval

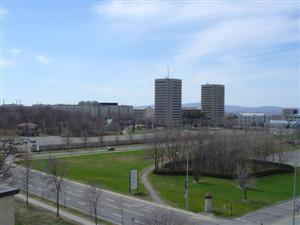
Campus van de Université Laval, bovengronds...

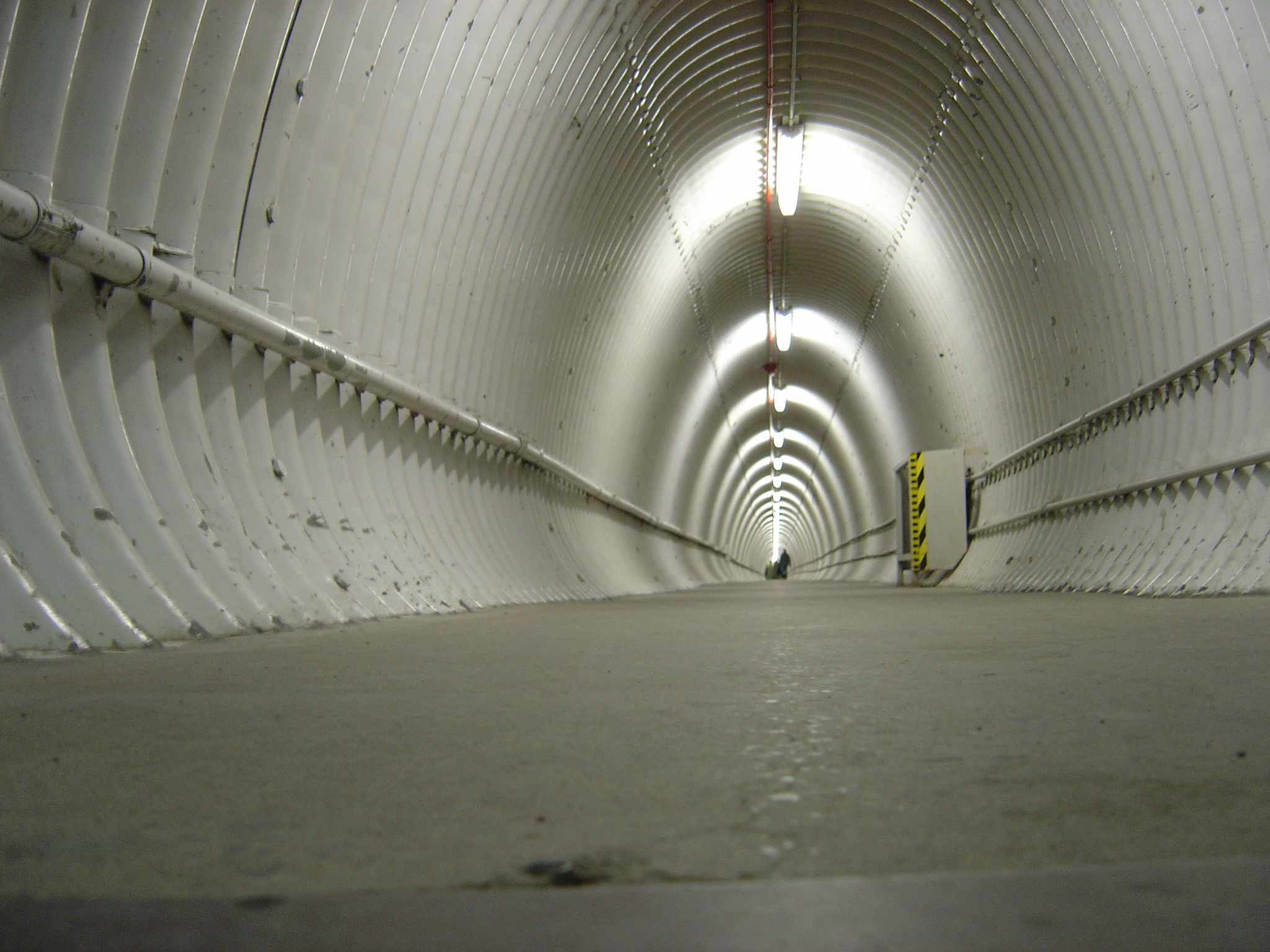
...en ondergronds

De Laval Universiteit (Frans: Université Laval) is een Franstalige universiteit in de Canadese stad Québec. De Université Laval is de oudste universiteit van Canada en ouder dan alle universiteiten in de Verenigde Staten behalve Harvard University. Zij komt voort uit het in 1663 gestichte seminarie van de stad en werd in 1852 tot universiteit verheven. 
Het grootste gedeelte van de Université Laval is in 1950 verhuisd naar een ruim bemeten campus in de voorstad Sainte-Foy. Zoals ook bij andere Canadese universiteiten zijn de diverse gebouwen door tunnels met elkaar verbonden, in verband met de winterse kou en sneeuwval. Het gebouw van het seminarie doet tegenwoordig dienst als faculteitsgebouw voor de architectuuropleiding. 
Omstreeks 45.000 studenten zijn aan de universiteit ingeschreven, verreweg de meesten uit de provincie Québec. Ongeveer 2500 studenten komen uit het buitenland en 1000 uit andere Canadese provincies. De universiteit heeft 17 faculteiten en 66 afdelingen en instituten. Ze telt vele beroemde ex-studenten, waaronder drie ministers-presidenten van Canada en 7 ministers-presidenten van Québec.
In 1878 opende de Université Laval een filiaal in Montréal, dat in 1889 onafhankelijk werd en is uitgegroeid tot de huidige Université de Montréal.